# Дартфорд
Да́ртфорд — город в графстве Кент в Юго-Восточной Англии, административный центр одноименного района.
В нём находился офис компании Compuware (Compuware), а также находится завод Caterham Cars.
Жителей: 85 911 (2001).
В Сванскомбе (округ Дарфорд) найдены останки человека, жившего более 400 000 тыс. лет назад.

## Известные люди
Дартфорд гордится тем, что из него происходят Мик Джаггер и Кит Ричардс, участники одной из самых известных рок-групп — The Rolling Stones. Они встретились на железнодорожной станции Дартфорда.

## Города-побратимы
- Ханау (Германия)
- Таллин (Эстония) с 1992 года.